# Gundobald zw. Ballomer
Gundobald (Gundoald) zwany Ballomer zm. 585 – prawdopodobnie nieślubny syn Chlotara I, króla Franków.
Nie został formalnie uznany przez ojca oraz braci. Po śmierci ojca w 561 roku pozostali bracia podzielili się królestwem Franków, a on został wygnany. Udał się prawdopodobnie do Konstantynopola. Otrzymał on tam wsparcie od cesarza Maurycjusza. Gundobald otrzymawszy wsparcie wojskowe i finansowe wylądował w Marsylii. Jego celem było utworzenie własnego państwa na południu dzisiejszej Francji. Po wylądowaniu zdobył sobie dosyć szerokie wsparcie możnych, którzy liczyli na osłabienie władzy królewskiej. W tajemnicy prowadził również rozmowy ze swymi bratankami Chlotarem II i Childebertem II. W czasie walk Gundobald zdobył Poitiers i Tuluzę i najechał tereny burgundzkie. W marcu 584 roku Gundobald ogłosił się królem. Jego działania spowodowały reakcję Guntrama I, który ogłosił, że Gundobald jest tylko synem młynarza o imieniu Ballomer. W krótkim czasie wojska Guntrama rozbiły siły Gundobalda i zmusiły go do odwrotu w kierunku Pirenejów. Zginął w potyczce lub został stracony w rejonie Comminges. Prawdopodobnie pozostawił w Konstantynopolu żonę i dwóch synów.